# Cerasus sacra
Cerasus sacra là loài thực vật có hoa trong họ Hoa hồng. Loài này được (Miyoshi) H. Ohba mô tả khoa học đầu tiên năm 1992.